# Dark: Cycle 1 (Original Music from the Netflix Series)
Dark: Cycle 1 (Original Music from the Netflix Series) è la sesta colonna sonora del musicista australiano Ben Frost, pubblicata il 28 giugno 2019 dalla Invada Records e dalla Lakeshore Records.

## Tracce
1. Alles ist miteinander verbunden – 2:36
2. Ein mensch - ein schmetterling – 2:02
3. Die hille ist leer, alle teufel sind hier – 5:04
4. Tick tack, tick tack – 2:52
5. Warum nicht Waldweg – 2:12
6. Apokalypse – 3:31
7. Kein DeLorean – 2:52
8. Das ist nicht Mikkel – 2:30
9. Eine reise durch die zeit – 2:32
10. Ich kann die vergangenheit ändern – 2:08
11. Gott gib mir gelassenheit – 2:52
12. Wo ist übergang – 9:39

Tracce bonus nell'edizione digitale
1. Ist dieser mann ein kindermîrder – 2:13
2. Charlotte – 2:17
3. Bis du nicht mehr atmen kannst – 1:38
4. Waldweg – 1:46

## Formazione
Musicisti
- Ben Frost – strumentazione
- Sinfonietta Cracovia – orchestra
- Borgar Magnason – assolo di contrabbasso
- Petter Ekman – arrangiamento e direzione orchestra

Produzione
- Ben Frost – produzione, registrazione aggiuntiva
- Lewis Morison – produzione, montaggio, produzione aggiuntiva
- Daniel Rejmer – registrazione
- Piotr Witkowski – registrazione
- Francesco Fabris – produzione aggiuntiva parti orchestrali
- Shawn Joseph – mastering